# 前338年
| 千纪： | 前1千纪 |
| 世纪： | 前5世纪 \| 前4世纪 \| 前3世纪 |
| 年代： | 前360年代 \| 前350年代 \| 前340年代 \| 前330年代 \| 前320年代 \| 前310年代 \| 前300年代                                                                                              |
| 年份： | 前343年 \| 前342年 \| 前341年 \| 前340年 \| 前339年 \| 前338年 \| 前337年 \| 前336年 \| 前335年 \| 前334年 \| 前333年                                                                |
| 纪年： | 周顯王三十一年 魯景公六年 齊威王十九年 趙肅侯十二年 魏惠王三十二年 韓昭侯二十五年 秦孝公二十四年 楚威王二年 宋剔成君三十二年 衛平侯五年 燕後文公二十四年 越王無彊五年 中山成公十二年 |

## 大事记
- 8月2日--古希腊地区喀羅尼亞戰役，马其顿击败雅典和底比斯，征服希臘全境。
- 羅馬共和國在拉丁戰爭取得勝利，拉丁同盟解散。
- 秦孝公薨，子秦惠文王駟立。公子虔之徒告商君欲反，發吏捕之。商君亡之魏。魏人不受，復內之秦。商君乃與其徒之商於，發兵北擊鄭。秦人攻商君，殺之，車裂以徇，盡滅其家。
- 秦再次攻魏，在岸門(今山西省河津縣南)擊敗魏軍，俘其主將魏錯。

## 出生
- 秦宣太后，羋八子。

## 逝世
- 秦孝公，在位24年，任用商鞅实行变法，奠定秦国富强基础。
- 商鞅，中国战国中期著名思想家、政治家、军事家、改革家(约前390年出生)。